# Прахалад, Коимбатур Кришнарао
Коимбатур Кришнарао Прахалад (англ. Coimbatore Krishnarao Prahalad; 8 августа 1941, Коимбатур — 16 апреля 2010, Сан-Диего, Калифорния) — индийский экономист, независимый консультант, эксперт в области менеджмента, профессор корпоративной стратегии и международного бизнеса в Мичиганском университете. В 2009 году журнал Forbes назвал его самым влиятельным человеком в мире бизнеса.
Прахалад — один из девяти детей в семье. Его отец был известным санскритологом и судьёй. В возрасте 19 лет Прахалад был принят на работу на завод Union Carbide India, где проработал в течение четырёх лет. В 1960 году получает степень бакалавра по физике в колледже Лойлоа при Университете Мадраса, а в 1966-м — степень магистра делового администрирования в Индийском институте менеджмента в Ахмадабаде. В 1975 году он защищает докторскую диссертацию по проблеме менеджмента в многонациональной среде в Гарвардской школе бизнеса. После этого он ненадолго возвращается в Индию, где работает в Индийском институте менеджмента в Ахмадабаде. Затем в 1977 году снова уезжает в США уже в качестве ассистент-профессора (Assistant Professor) в Мичиганском университете.
Прахалад является автором многочисленных и известных работ по теме корпоративного менеджмента, многие из которых становились международными бестселлерами. Среди таких книг можно назвать «Конкурируя за будущее: Создание рынков завтрашнего дня» (в соавторстве, 1994), «Будущее конкуренции: Создание уникальной ценности вместе с потребителями» (в соавторстве, 2004), «Основание пирамиды: Искоренение нищеты через распределение прибыли» (2004). Его статьи публиковались в таких авторитетных журналах как Strategic Management Journal и Harvard Business Review.
Он ввёл в деловой оборот ряд терминов, например, «core competency» (ключевые компетенции) и «co-creation» (совместное создание благ). Последнее заключается в создании систем, продуктов или услуг совместными усилиями разработчиков и заинтересованных сторон. Кроме того, он призывал бизнесменов обратить внимание на бедные слои населения планеты («основание пирамиды»). По его оценке, это тоже часть мирового рынка, потенциальная стоимость которого оценивается в 13 триллионов долларов в год. Вместе с тем, Прахалад — практик, который занимался реализацией своих идей на деле. Для этого он основал компанию Praja (в переводе с санскр. — «народ»), которая должна будет обеспечить неограниченный доступ к интернету любому желающему.

## Труды
- Гари Хамел, Прахалад К. К. Конкурируя за будущее. Создание рынков завтрашнего дня. — М.: Олимп-бизнес, 2002. — ISBN 5-901028-26-0.
- Венкат Рамасвами, Прахалад К. К. Будущее конкуренции. Создание уникальной ценности вместе с потребителями. — М.: Олимп-бизнес, 2006.
- Кришнан М. С., Прахалад К. К. Пространство бизнес-инноваций: Создание ценности совместно с потребителем. — М.: Альпина Паблишер, 2012.